# Kap Obelisk
Kap Obelisk ist ein Kap an der Westküste der James-Ross-Insel nordöstlich der Antarktischen Halbinsel. Es begrenzt die Einfahrt zur Röhss-Bucht nördlich sowie die südliche Einfahrt zum Prinz-Gustav-Kanal nach Osten.
Entdeckt wurde das Kap bei der Schwedischen Antarktisexpedition (1901–1903) unter der Leitung Otto Nordenskjölds. Dieser benannte es nach der auffälligen Felsformation in der Art eines Obelisken, die etwa 3 km landeinwärts des Kaps aufragt und von Nordwesten bzw. von Süden einsehbar ist.